# Patrick J. Adams
Patrick J. Adams (Toronto, Ontario, 27 d'agost de 1981) és un actor canadenc que va néixer a Toronto, Ontario. És conegut per interpretar el personatge de Mike Ross a la sèrie de televisió de la cadena USA Network, Suits.

## Biografia
Patrick J. Adams és fill del periodista canadenc Claude Adams. Després del divorci dels seus pares, es va mudar de Toronto a Los Angeles (Estats Units) als 19 anys i allà va anar a la Universitat del Sud de Califòrnia, i va obtenir un títol de teatre.
Des del 2009 manté una relació amb l'actriu de Pretty Little Liars, Troian Bellisario, amb qui va compartir crèdits en aquesta sèrie, en el curt The Come Up i en l'obra de teatre Equivocation, on es van conèixer. El 24 de febrer de 2016 es va confirmar que Bellisario i Adams s'havien promès; posteriorment, el 10 de desembre de 2016 es van casar a Califòrnia.
El setembre de l'any 2013 se li va concedir l'afiliació honorífica vitalícia per part de la UCD Law Society. Entre les seves aficions en destaquen tocar la guitarra així com la fotografia i col·leccionar càmeres fotogràfiques.

### Actuació
El Patrick va aparèixer en capítols de les sèries Cold Case i Jack & Bobby, i des d'aleshores ha tingut papers a Lost, Friday Night Lights, Without a Trace, Commander in Chief, Heartland, Ghost Whisperer, NCIS, Cupid i Raising the Bar. L'any 2008 va interpretar uns bessons en el pilot de la ABC, Good Behavior del productor executiu Rob Thomas. L'any 2009 va ser contractat per interpretar el protagonista masculí en el drama The Dealership, protagonista juntament amb Tricia Helfer i William Devane.
També va ser estrella convidada a la sèrie de ABC Family, Pretty Little Liars, en el cinquè episodi, "Reality Bites Me", com a Hardy, un amic de la universitat d'Ezra Fitz (Ian Harding). Des del 2011, interpreta a Mike Ross, protagonista de la sèrie de USA Network, Suits, després d'haver estat acomiadat del pilot de la NBC, Friends With Benefits. L'any 2012 va aparèixer a la sèrie de televisió de HBO, Luck com a Nathan Israel, un personatge recurrent.
El 10 de desembre del 2013 va ser anunciat que participaria com a convidat a la segona temporada de la sèrie Orphan Black on interpreta el Jesse.
La seva feina al cine inclou papers secundaris a Old School i Two: Thirteen, i com a protagonista a Weather Girl i Rage, film competidor en el Festival de Berlín de 2009, dirigit per Sally Potter.
El 20 de gener del 2014 va ser anunciat que Adams va obtenir el paper protagonista masculí de la miniserie de la NBC Rosemary's Baby, juntament amb Zoe Saldana i Jason Isaacs.
El 31 de març de 2016 va ser anunciat que Adams tindria un paper per concretar a la sèrie Legends of Tomorrow. El seu personatge apareix per primera vegada al final de la primera temporada i, posteriorment, de forma recurrent durant la segona temporada.

## Filmografia
| Cinema       | Cinema                               | Cinema                   | Cinema |
| Any          | Pel·lícula                           | Paper                    | Notes |
| ------------ | ------------------------------------ | ------------------------ | --- |
| 2001         | For the Record                       | Patrick                  | Curtmetratge |
| 2003         | Old School                           | Patch                    | |
| 2005         | Façade                               | Harry, Seth              | |
| 2007         | Walk Hard: The Dewey Cox Story       | The Kid                  | Sense acreditar                                                                                                  |
| 2008         | The Butcher's Daughter               | Ellis McArthur           | Curtmetratge |
| 2008         | 3 Days Gone                          | Doug Corss               | Curtmetratge |
| 2008         | Extreme Movie                        | Veu                      | |
| 2009         | Two: Thirteen                        | Carter Pullman (19 anys) | |
| 2009         | Weather Girl                         | Byron                    | |
| 2009         | Rage                                 | Dwight Angel             | |
| 2009         | The Waterhole                        | Miller                   | |
| 2011         | 6 Month Rule                         | Julian                   | |
| 2012         | The Come Up                          | Steve                    | Curtmetratge |
| 2016         | Car Dogs                             | Mark Chamberlain         | |
| Televisió    |                                      |                          | |
| Any          | Títol                                | Paper                    | Notes |
| 2004         | Jack & Bobby                         | Matt Kramer              | 1 episodi |
| 2004         | Cold Case                            | Dean Lang (1953)         | 1 episodi |
| 2004         | Strong Medicine                      | Brandon                  | 1 episodi |
| 2005         | Close to Home                        | Paul the Paralegal       | 1 episodi |
| 2005         | Nadal a Boston (Christmas in Boston) | Seth                     | Telefilm |
| 2006         | Orpheus                              | Barry                    | Telefilm |
| 2006         | Numb3rs                              | Adam Bennett             | 1 episodi |
| 2006         | Commander in Chief                   | Colin James              | 2 episodis |
| 2006–2007    | Friday Night Lights                  | Connor Hayes             | 2 episodis |
| 2007         | Without a Trace                      | Adam Clark               | 1 episodi |
| 2007         | Lost                                 | Peter Talbot             | 1 episodi |
| 2007         | Heartland                            | Henry Gilliam            | 1 episodi |
| 2008         | Good Behavior                        | Van/Haden West           | Telefilm |
| 2008         | NCIS                                 | Tommy Doyle              | 1 episodi |
| 2009         | The Dealership                       | Jack Carson              | Telefilm |
| 2009         | Ghost Whisperer                      | Linus Van Horn           | 1 episodi |
| 2009         | Cupid                                | Joe Adams                | 1 episodi |
| 2009         | Lie to Me                            | Lou Nemeroff             | 1 episodi |
| 2009         | Raising the Bar                      | James Parsons            | 1 episodi |
| 2010         | FlashForward                         | Ed                       | 1 episodi |
| 2010         | Pretty Little Liars                  | Hardy                    | 1 episodi |
| 2011–present | Suits                                | Mike Ross                | Protagonista Nominat - Screen Actors Guild Award 2012 (Interpretació destacada d'un actor en una sèrie de drama) |
| 2012         | Luck                                 | Nathan Israel            | 4 episodis |
| 2014         | Orphan Black                         | Jesse                    | 1 episodi |
| 2014         | Rosemary's Baby                      | Guy Woodhouse            | Minisèrie, 4 episodis                                                                                            |
| 2016         | Legends of Tomorrow                  | Rex Tyler/Hourman        | 2 episodis |